# Aboa Vetus & Ars Nova
Aboa Vetus & Ars Nova — расположенный рядом с холмом Вартиовуори в Турку комплекс из двух музеев — современного искусства и археологии Средневекового Турку.

## История

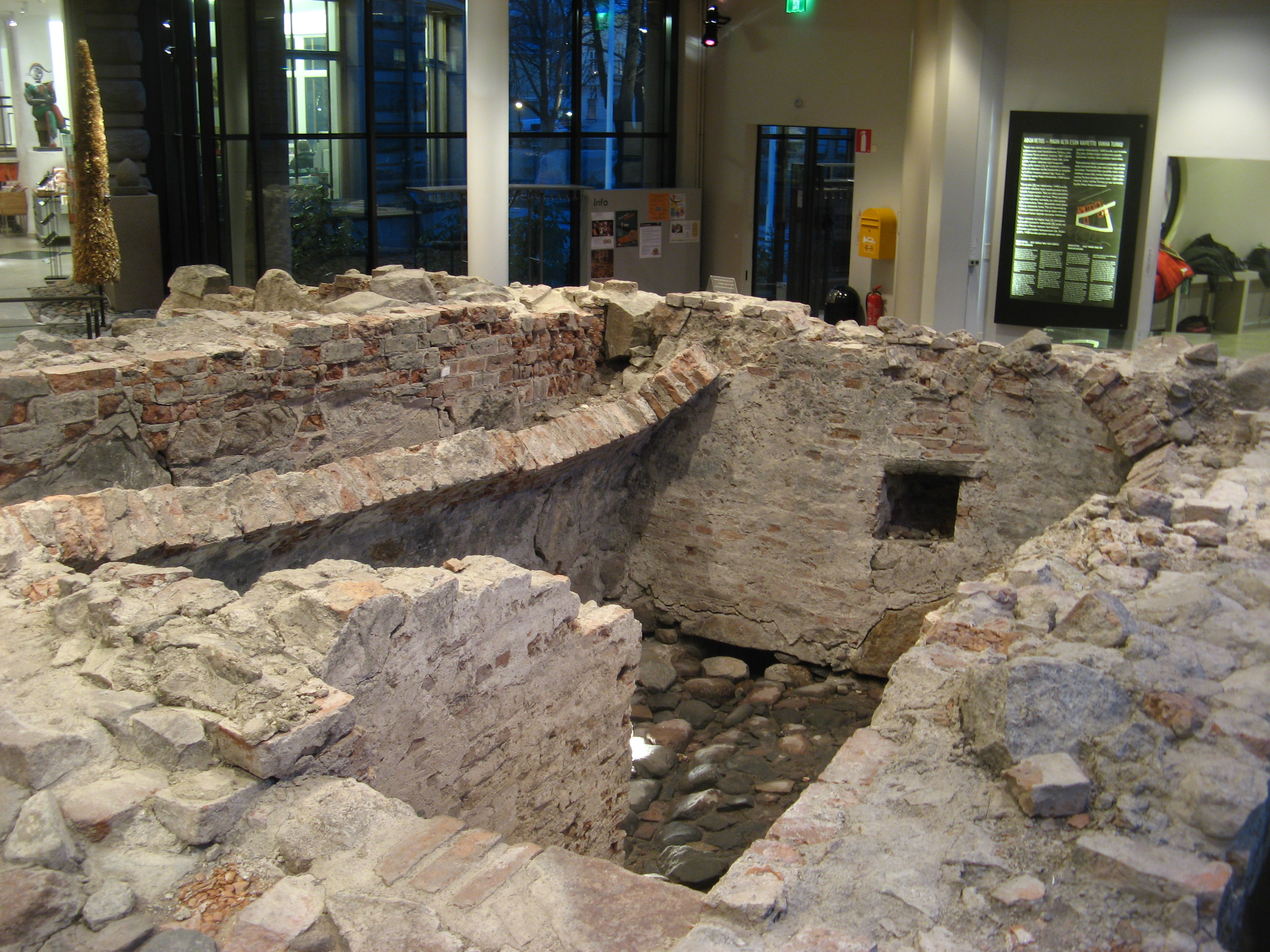
Руины дома XV века в холле музея

Музей был основан в 1995 году в особняке бывшего табачного фабриканта — дворце Реттига и замышлялся как музей современного искусства — «Ars Nova», но в ходе реставрационных работ в саду дворца на глубине 7 метров был обнаружен и раскопан целый квартал средневекового Турку, который после музеефикации стал отдельным музеем «Aboa Vetus».
В 2004 году произошло объединение музеев в единый комплекс — «Aboa Vetus & Ars Nova», который в настоящее время стал одним из самых посещаемых музеев Турку (160 тыс. посетилелей в год).
Собрание музея современного искусства «Ars Nova» представлено коллекцией фонда Матти Койвуринта, насчитывающего более 500 произведений ведущих мастеров современного финского и мирового искусства.